# Большой Таганай
Большо́й Тагана́й — основной хребет Таганайского горного узла, расположен на территории национального парка «Таганай».
Большой Таганай находится в 5-6 км к северо-северо-востоку от окраины г. Златоуст. Общая длина составляет более 20 км. Тянется с юго-юго-запада на северо-северо-восток. Самая высокая точка — гора Кругли́ца (1178 м). Представляет собой два горных кряжа — южный, который венчают три вершины: Двуглавая сопка, Откликной Гребень и Круглица, а также северный — гора Дальний Таганай. Оба кряжа разделены широкой горной долиной, именуемой Большим логом. Севернее от Большого Таганая вытянулся хребет Юрма́ с одноимённой вершиной, восточнее — хребты Ицы́л, Малый и Средний Таганай, западнее расположен Назминский хребет. Южным продолжением высокогорной западной гряды Южного Урала, частью которой является хребет Большой Таганай, является Уреньга́.
Начиная с XIX века, топоним «Таганай» переводят с тюркских языков как «Подставка (для) луны — Таган-Ай». Есть и другие версии по поводу происхождения названия.